# Elias Mor Julios
Elias Mor Julios (ur. 18 sierpnia 1971) – duchowny Malankarskiego Syryjskiego Kościoła Ortodoksyjnego (autonomiczna struktura Syryjskiego Kościoła Ortodoksyjnego), od 2012 biskup pomocniczy Angamali odpowiedzialny za górskie obszary tej diecezji. Sakrę biskupią otrzymał 2 stycznia 2012.